# Grodczyn i Homole koło Dusznik
Grodczyn i Homole koło Dusznik este o arie protejată (sit de importanță comunitară — SCI) din Polonia întinsă pe o suprafață de 331,21 ha, integral pe uscat.

## Localizare
Centrul sitului Grodczyn i Homole koło Dusznik este situat la coordonatele 50°24′15″N 16°21′17″E / 50.4042°N 16.3548°E.

## Înființare
Situl Grodczyn i Homole koło Dusznik a fost declarat sit de importanță comunitară în septembrie 2006 pentru a proteja 1 specie de plante și 2 specii de animale.

## Biodiversitate
Situată în ecoregiunea continentală, aria protejată conține 13 habitate naturale: Păduri de fag Asperulo-Fagetum, Păduri pe pante, grohotișuri și ravene de Tilio-Acerion, Păduri aluvionare cu Alnus glutinosa și Fraxinus excelsior (Alno-Padion, Alnion incanae, Salicion albae), Pajiști uscate seminaturale și facies de acoperire cu tufișuri pe substraturi calcaroase (Festuco-Brometalia) (* situri importante pentru orhidee), Formațiuni ierboase bogate în specii de Nardus, dezvoltate pe substraturi silicioase în zone montane (și în zone submontane, în Europa continentală), Pajiști cu Molinia pe soluri calcaroase, turboase sau argilos-nămoloase (Molinion caeruleae), Liziere de ierburi înalte hidrofile de câmpie și de nivel montan până la alpin, Fânețe de joasă altitudine (Alopecurus pratensis, Sanguisorba officinalis), Fânețe montane, Mlaștini turboase de tranziție și turbării mișcătoare, Mlaștini alcaline, Pante stâncoase calcaroase cu vegetație casmofită, Păduri de fag Luzulo-Fagetum.
La baza desemnării sitului se află mai multe specii protejate:
- plante (1): Gentianella bohemica
- nevertebrate (2): Phengaris nausithous, Phengaris teleius